# Golica Huciańska

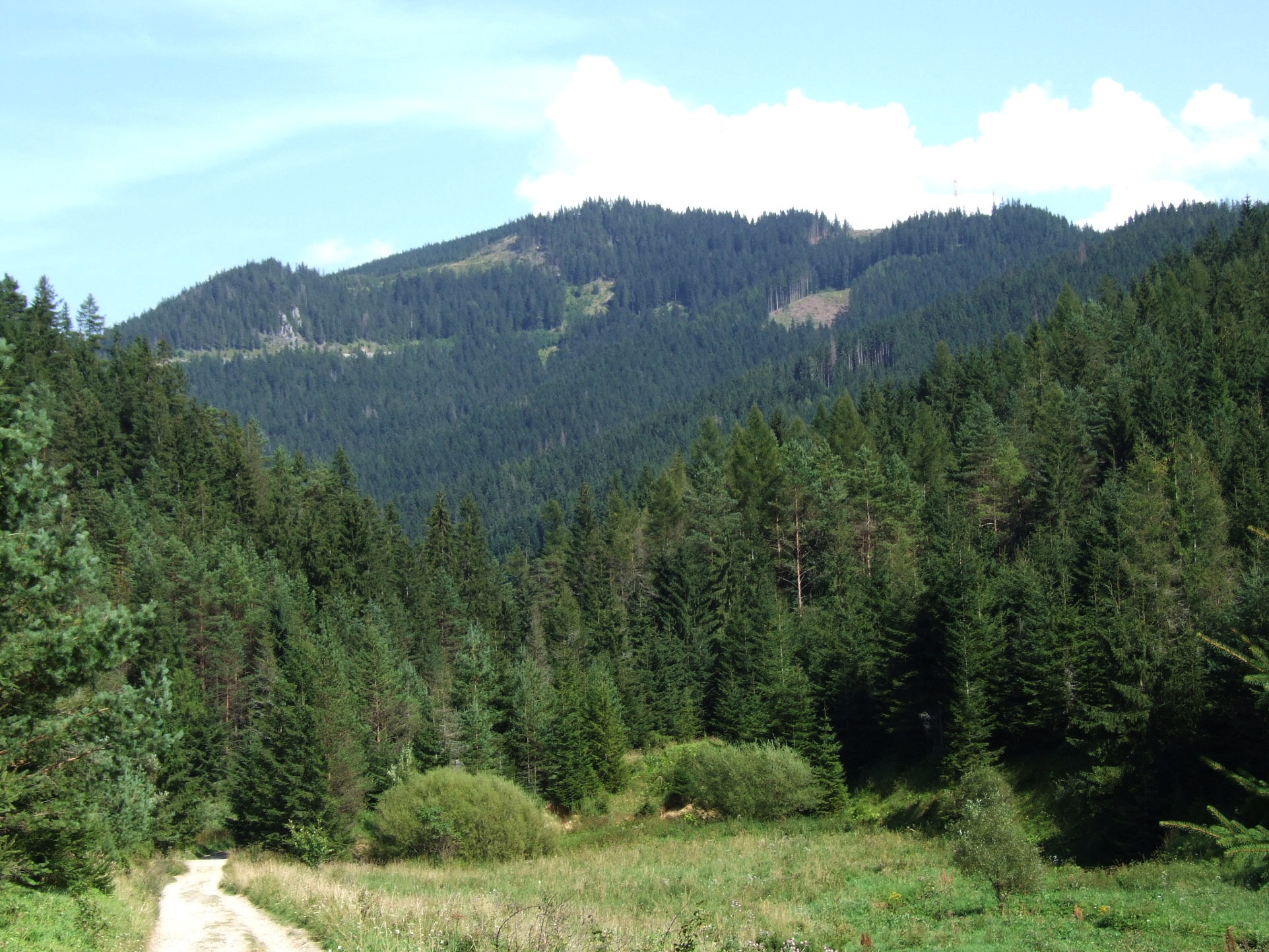
Widok na Golicę z Doliny Borowianki

Golica Huciańska, Golica, Holica (słow. Holica) – wybitny, lesisty szczyt w słowackich Tatrach Zachodnich, wznoszący się na wysokość 1342 m n.p.m. Znajduje się w bocznej grani odchodzącej od Jaworzyńskiej Kopy (Javorina, 1280 m) i zakończonej Ostrym Wierchem Kwaczańskim (Ostrý vrch, 1129 m). Od Jaworzyńskiej Kopy Golica oddzielona jest Jaworzyńską Przełęczą (Hutianske sedlo, sedlo Javorina, 1187 m), od Ostrego Wierchu natomiast Kwaczańską Przełęczą (Kvačianske sedlo, 1066 m).
Masyw Golicy góruje nad Doliną Suchą Sielnicką (Suchá dolina) oraz nad Doliną Kwaczańską (Kvačianska dolina) i jej górną częścią – Doliną Huciańską. Szczytowe partie są wypłaszczone, z kilkoma niewielkimi garbami, z których najwyższy jest środkowy. Na wierzchołku zachodnim (1340 m) stoi słupek geodezyjny. W kierunku południowym odchodzą od Golicy dwa wyraźniejsze grzbiety. Dłuższy, zachodni, rozpoczyna się niedaleko Kwaczańskiej Przełęczy i oddziela dolinę Jamnik (Suchý jarok) uchodzącą w Kwaczanach (Kvačany) od Doliny Beszeniowskiej (Bešeňovská dolina) – odgałęzienia Doliny Suchej Sielnickiej. Boczne ramię tego grzbietu zakończone jest dosyć wybitną Mesztrową (Meštrová, 870 m), opadającą ku Dolinie Suchej wapiennymi ścianami. Krótszy, wschodni grzbiet schodzi w widły Doliny Beszeniowskiej i Doliny Suchej. Zakończony jest bezimienną kopką (910 m). W kierunkach zachodnim i północnym z Golicy opadają krótkie, na ogół słabo wyodrębnione grzędy, porozdzielane płytkimi, leśnymi żlebami. Jedna z nich, opadająca nad górny koniec właściwej Doliny Kwaczańskiej, zakończona jest skalistą kulminacją Kwarta (Kvart, 932 m). Od strony wschodniej masyw obrywa się bardzo stromym stokiem do Doliny Suchej. Stok ten, upstrzony licznymi skałami i ściankami, nosi nazwę Gołych Ździarów lub Żarów (Holé Žiare).
Południowa i wschodnia część masywu zbudowana jest z wapieni i dolomitów mezozoicznych, stoki opadające do Doliny Huciańskiej utworzone są natomiast przez młodsze skały osadowe – zlepieńce i piaskowce, a w dolnych partiach iłowce.
Golica jest w większości porośnięta świerkowymi lasami, gdzieniegdzie występują zręby i polany, z których najbardziej znane są dwie: Zawozy (Závozy) w pobliżu Kwaczańskiej Przełęczy i położone niżej Wyżnie Łąki (Ovsiská) z pensjonatem. Przez polany te oraz wzdłuż zachodnich stoków Golicy biegnie droga krajowa nr 584, łącząca Liptowski Mikułasz (Liptovský Mikuláš) z Zubercem (Zuberec).
Na szczyt nie prowadzą żadne szlaki turystyczne. Nie obowiązują tu jednak zakazy poruszania się poza nimi, gdyż Golica Huciańska, jako jeden z nielicznych wierzchołków w Tatrach, nie leży w granicach parku narodowego. Z podszczytowej polany, położonej na wschód od najwyższego punktu, rozpościera się widok m.in. na Siwy Wierch (Sivý vrch, 1805 m) i Ostrą (Ostrá, 1764 m).
W literaturze słowackiej Golica Huciańska zaliczana jest najczęściej nie do Tatr, lecz do Gór Choczańskich (Chočské vrchy). Podział ten argumentuje się względami geologicznymi. Granica między Górami Choczańskimi a Tatrami Zachodnimi prowadzona jest wtedy przez Jaworzyńską Przełęcz.